# Océane Sercien-Ugolin
Océane Sercien-Ugolin née le 15 décembre 1997 à Cherbourg, est une joueuse de handball internationale française évoluant au poste d'arrière droite.

## Biographie
En avril 2017, elle est appelée en équipe de France pour la première fois mais se blesse avant le rassemblement. Elle est finalement rappelée en mai 2018 pour participer à deux rencontres amicales face à la Norvège.
Membre à part entière de l'effectif de l'équipe première d'Issy Paris Hand, elle signe en juin 2018 son premier contrat professionnel .
À l'été 2019, en l'absence de nombreuses titulaires laissées au repos et à l'occasion d'une large revue d'effectif, elle est à nouveau retenue pour un stage de préparation avec l'équipe de France. En septembre 2019, elle connaît sa première sélection face à l'Islande et réalise un sans faute au tir en inscrivant trois buts.
En 2020, elle rejoint le club slovène du RK Krim.
Lors des Jeux olympiques de 2020, elle remplace en cours de compétition Alexandra Lacrabère, blessée aux adducteurs, et devient championne olympique.
En 2022, elle rejoint le club norvégien du Vipers Kristiansand avec lequel remporte la Ligue des champions 2022-2023, étant seulement la cinquième française à remporter la compétition après Stéphanie Cano (2004, Slagelse), Valérie Nicolas (2006, Viborg), Raphaëlle Tervel (2013 et 14, Györ) et Amandine Leynaud (2019, Györ).
Initialement non-sélectionnée pour le championnat du monde 2023, elle remplace dans le groupe français Laura Flippes à la suite du match de tour préliminaire contre l'Islande où elle se blesse à une cuisse.

## Palmarès

### En sélection
Jeux olympiques
- médaille d'or aux Jeux olympiques de 2020, Tokyo,  Japon

Championnats du monde
- 13e place du championnat du monde 2019
- finaliste du championnat du monde 2021
- vainqueur du championnat du monde 2023

Championnats d'Europe
- finaliste du championnat d'Europe 2020
- 4e place du championnat d'Europe 2022

### En club
Compétitions internationales

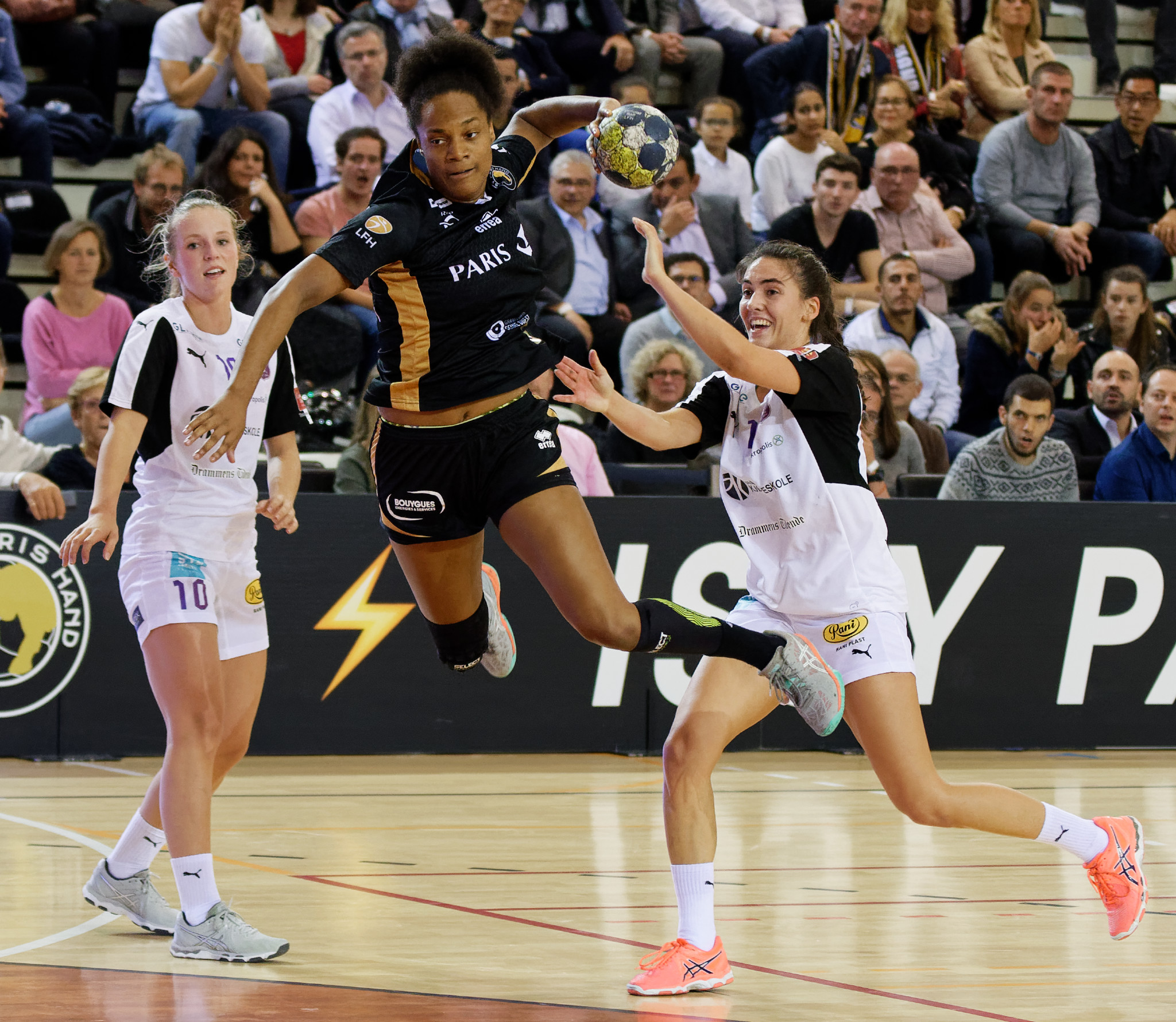
Océane Sercien-Ugolin au tir avec le Issy Paris Hand, le 20 octobre 2017.

- vainqueur de la Ligue des champions (C1) (1) : 2023

Compétitions nationales
- finaliste de la coupe de France (1) : 2017 (avec Issy Paris Hand)
- vainqueur du Championnat de Slovénie (1) : 2021
- vainqueur du Championnat de Norvège (1) :  2023
- vainqueur de la Coupe de Norvège (1) : 2023

## Décorations
- Chevalier de la Légion d'honneur (2021)[12]